# Claudio Morganti (attore)

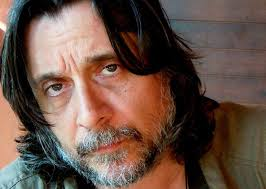
Claudio Morganti nel 2017

Claudio Morganti (Chiavari, 25 luglio 1957) è un attore, drammaturgo e regista teatrale italiano.

## Biografia
Formatosi presso la scuola del Teatro Stabile di Genova, allievo di Carlo Cecchi, forma con Alfonso Santagata la compagnia teatrale Katzenmacher, di cui si ricordano Katzenmacher, Büchner mon amour, Hauser Hauser e la messa in scena de Il calapranzi di Harold Pinter con la regia dello stesso Cecchi (premio della critica e Premio UBU). Dal 1993 fonda una propria compagnia iniziando un percorso personale sull'opera di Shakespeare: Studio per il Riccardo III, Riccardo vs Amleto, Tempeste, La morte di Giulio Cesare, e l'ultimo, conclusivo allestimento integrale del Riccardo III, per la Biennale di Venezia 2000. Sempre nel 2000 è protagonista dell'Edipo Re, diretto da Mario Martone per il Teatro di Roma. Ritorna a Pinter con Il bicchiere della staffa e a Beckett con Atto senza parole numero due e L’amara sorte del servo Gigi. Nel 2010 riceve il Premio speciale Carmelo Bene, Premio Lo Straniero. È del 2012 l'omaggio ad Antonio Neiwiller con Mr Krapp goes into painting.
Comincia un pluriennale lavoro su Woyzeck, che culmina nel 2012 con la messa in scena di Ombre Wozzeck - operina musicale per uomini ombra di poche parole.
Nel 2012 le Edizioni Dell'Asino pubblicano il Serissimo metodo Morgant'hieff, per attori teatranti e spettatori. 
Nel 2012 riceve il Premio UBU («per la coerenza e l’ostinazione di un percorso artistico, laboratoriale e intellettuale che attraverso la fondamentale distinzione tra teatro e spettacolo, elaborata anche nel Serissimo metodo Morg’hantieff, riafferma l’autonomia poetica della scena»).

## Teatrografia parziale
- Edipo Re, regia di Mario Martone
- Il Calapranzi, regia di Carlo Cecchi
- La morte di Giulio Cesare
- Riccardo III
- Il bicchiere della staffa
- L'amara sorte del servo Gigi
- Furor di Popolo
- Seconda puntata: Mr Krapp goes into painting

## Filmografia
- Palombella rossa regia di Nanni Moretti (1992)
- Pesi leggeri, regia di Enrico Pau (2001)
- Fortezza Bastiani, regia di Michele Mellara e Alessandro Rossi (2002)[2]
- La banda dei Babbi Natale, regia di Paolo Genovese (2010)
- Yuri Esposito, regia di Alessio Fava (2013)

## Opere principali
- La grazia non pensa. Discorsi intorno al teatro, cura di Armando Petrini, Bologna, Cue Press, 2018. ISBN 9788899737634.